# La Dernière Chose qu'il m'a dite
La Dernière Chose qu'il m'a dite (The Last Thing He Told Me) est un roman de l'autrice américaine Laura Dave, publié le 14 avril 2022 par Simon & Schuster. 

## Adaptation
La société Hello Sunshine (en), fondée par Reese Witherspoon, a acheté les droits de production d'une mini-série télévisée basée sur le livre. La mini-série, The Last Thing He Told Me, sera diffusée sur Apple TV+ avec Jennifer Garner dans le rôle principal et qui sera également productrice exécutive aux côtés de Reese Witherspoon, Josh Singer et Laura Dave,. 